# Ge Chaofu
Ge Chaofu (葛巢甫) IVe – Ve siècles, petit-neveu de Ge Hong et descendant de Ge Xuan est, selon Tao Hongjing, le fondateur de l’école taoïste Lingbao. Il n’est pas mentionné dans les annales officielles et on ne sait presque rien de sa vie. Comme les autres membres de la famille Ge, il devait être originaire de Jurong (句容) près de Jiankang (建康) (Nankin), la capitale des Jin orientaux. Ce serait vers 390 qu’il aurait composé le premier canon Lingbao, qu’il aurait transmis entre 397 et 401 à ses disciples Xu Lingqi (徐靈期) et Ren Yanqing (任延慶), donnant ainsi naissance au courant. Il semble s’être basé sur des textes Shangqing et bouddhistes, ainsi que sur un texte principal qu’auraient possédé Ge Xuan et Ge Hong, L’Écrit des cinq talismans ou Wufujing (五符經). Ge Hong l’aurait transmis à son frère aîné, seigneur de Hai'an (海安君), qui l’aurait remis à Ge Chaofu. Il s’agit selon la tradition d’un texte ancien dont l’existence est mentionnée dès les Han postérieurs. Néanmoins, beaucoup de spécialistes modernes, comme Chen Guofu (陳國符) et Kobayashi (小林正美), pensent que Ge Xuan et Ge Hong n’ont jamais eu ce texte en main. Ge Chaofu se serait tout au moins basé sur le Baopuzi.